# ديزبين (غويجة بل)
ديزبين (بالفارسية: دیزبین) هي منطقة سكنية تقع في إيران في قسم غويجة بل الریفي. يقدر عدد سكانها بـ 265 نسمة .